# Imán (novela)
Imán es la primera novela del escritor español Ramón J. Sender. Fue publicada en 1930 por la Editorial Cenit en Madrid.
Se trata de una novela de corte antibelicista y antimilitarista. La acción tiene lugar entre los años 1921 y 1924 y se centra en las guerras de España en Marruecos ocurridas durante el Protectorado español en el Rif, narrando entre otros acontecimientos el llamado Desastre de Annual (1921).  Si bien el autor conoció de primera mano el terreno en su servicio militar no vivió los hechos más dramáticos que se describen en la novela, pues su estancia en el Protectorado fue de principios de 1923 a principios de 1924, cuando el desastre de Annual ya había ocurrido. 
Aunque la novela tiene un marco de acción realista y apariencia de crónica son frecuentes las inexactitudes históricas, los anacronismos, las alteraciones de tiempo o lugar (o el intercambio de hechos de un sitio a otro) y el añadido de hechos ficticios. En cualquier caso, el autor parece renunciar a la veracidad completa como parte de su estrategia literaria, algo que se hace evidente en la forma de nombrar a personajes y lugares solamente a través de sus iniciales. Por ejemplo, hechos atribuibles al  general Silvestre, se adjudican a un denominado general S., o del mismo modo el escuadrón de A. parece referirse al  Regimiento Alcántara.

## Antecedentes literarios
La novela recibe la influencia de dos corrientes fundamentales de la literatura de la época. En primer lugar de la literatura española de temática marroquí como por ejemplo Aita Tettauen de Benito Pérez Galdós,  El blocao de José Díaz Fernández o Annual. Relato de un soldado e impresiones de un cronista de Eduardo Ortega y Gasset. En segundo lugar, de la literatura internacional, donde también se trataba la temática bélica especialmente en torno a la Primera Guerra Mundial. Entre las numerosas novelas publicadas  destacaban títulos como  Sin novedad en el frente de Erich Maria Remarque o Adiós a las armas de Ernest Hemingway.

## Estructura y argumento

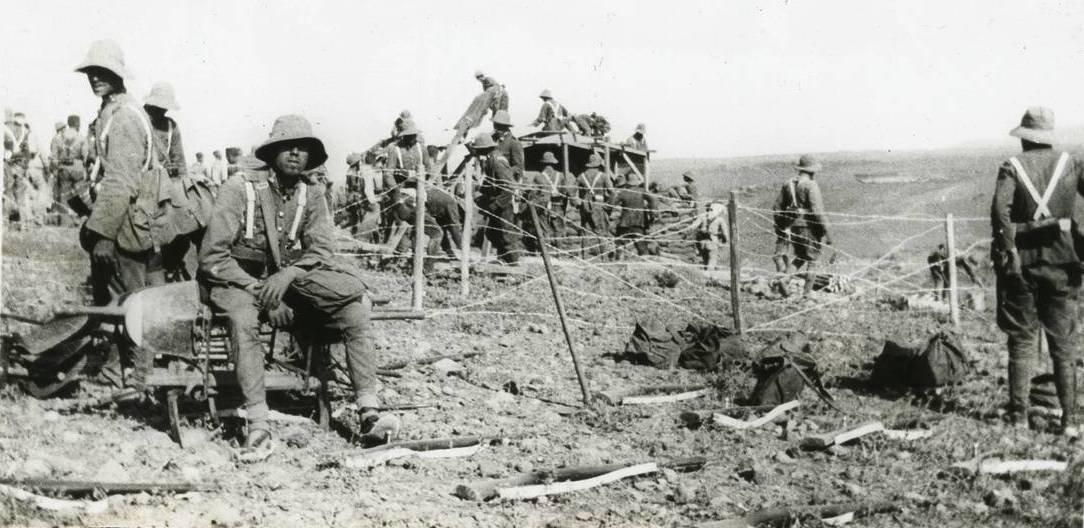
Soldados españoles construyendo un blocao en Marruecos.

La novela se articula en tres partes de cinco, seis y cinco capítulos respectivamente para hacer un total de dieciséis. La primera parte titulada El campamento. El relevo, la segunda parte titulada Annual. La catástrofe., y la tercera parte Salvación. La guerra. Licenciamiento. La paz de los muertos.
El narrador principal de la novela es un militar español de nombre Antonio al que el soldado Viance, verdadero protagonista, le cuenta su historia. Teniendo en cuenta que las visiones de ambos narradores se superponen a lo largo del relato junto con un narrador anónimo también en algunos pasajes, y que el último capítulo es contado por un narrador omnisciente se puede considerar que Imán es una novela “polifónica” compuesta por múltiples narradores.
Viance es un hijo de campesinos de un pueblo aragonés aparentemente ficticio de nombre Urbiés, localizado por el narrador en las proximidades de Azuara. Antes de su incorporación a filas trabajó como herrero. A modo de anécdota se cuenta cómo en ese trabajo la casualidad hacía que a menudo resultase herido o lesionado por los hierros con que trabajaban lo que le valió el apelativo de “imán”. Esa extraña capacidad para atraer desgracias es sin duda la razón del título de la novela.
Una vez llegado a Marruecos Viance se encuentra con el sargento Antonio, periodista en la vida civil (y por tanto alter ego de Ramón J. Sender), que se convierte en cronista de sus avatares. A él le cuenta los hechos acontecidos en el desastre de Annual, su desesperada huida y la historia de supervivencia a través del Rif, sin comida ni agua, hasta llegar a Melilla. Se menciona lo que le acontece a su paso por lugares reales como Dar Drius, Monte Arruit o Nador, que de forma aproximada se corresponden con hechos históricos aunque con amplias licencias e inexactitudes.
Finalmente Viance es licenciado y regresa a España. Aunque sus padres han muerto decide ir a su pueblo natal, Urbiés.  El choque provocado por su regreso a la vida civil le resulta traumático, incapaz de reconocerse como parte de una sociedad que no comprende, en la que se siente incomprendido y a la que guarda un manifiesto rencor. Al llegar descubre que su pueblo ha quedado sumergido bajo las aguas de un nuevo pantano lo que termina por desarraigarlo de su vida anterior, dejándolo sumido en una nada existencial.

## Visión de la guerra en la novela y dimensión humana
La visión de Sender es sensiblemente antibelicista y antimilitarista, pero también profundamente amarga y pesimista. La crítica no es únicamente a la guerra en sí, puesto que la vida civil tampoco parece ser capaz de dar ninguna satisfacción auténtica. En los personajes se enfatizan los comportamientos egoístas y mezquinos, cualquiera que sea su condición, soldados y oficiales, moros, áscaris, hombres y mujeres, lo que trasluce una cierta sensación de misantropía. Solo los muertos parecen despertar alguna ternura en Viance, y esta tampoco es duradera.
Finalmente, en las últimas reflexiones Viance parece ir más allá de la amargura para sumergirse en un nihilismo sin esperanza:

«El monte, el cielo, los árboles, los pájaros, todos van a lo suyo con una frialdad irritante. […] También él iría a lo suyo; pero ya no sabe qué es lo suyo, qué interés primordial tienen para él las cosas».